# Міщенко Олег (футболіст)
Оле́г Володи́мирович Мі́щенко (нар. 10 жовтня 1989, Пархомівка, Краснокутський район, Харківська область) — український футболіст, нападник. Колишній гравець юнацьких збірних України.

## Клубна кар'єра
Вихованець футбольної школи київського «Динамо». Протягом виступів у чемпіонатах дитячо-юнацької футбольної ліги України у 2002—2006 роках відзначався високою результативністю (забив 55 голів у 83 матчах).
Із 2006 року почав залучатися до матчів третьої та другої команд динамівського клубу, відповідно у другій та першій лігах чемпіонату України. Не зміг пробитися до основної команди «Динамо» і на початку 2008 року перейшов до донецького «Металурга», у складі якого виступав здебільшого за команду дублерів. Тому другу половину 2008 року проводив в оренді в алчевській «Сталі», де став основним гравцем.
Після повернення з оренди дебютував у Прем'єр-лізі чемпіонату України у грі «Металурга» проти дніпропетровського «Дніпра» 2 травня 2009 року (нічия 1:1). Проте надалі здебільшого грав у молодіжній команді.
Влітку 2011 року був відданий в оренду до першолігової «Говерли-Закарпаття», де стабільно виступав до кінця року, після чого повернувся до «Металурга», але знову не закріпився в команді, провівши за наступні пів року лише 3 матчі в чемпіонаті, тому влітку 2012 року Міщенко знову був відданий в оренду до «Говерли», яка тільки вийшла до Прем'єр-ліги.
У червні 2013 року, за півроку до завершення контракту з «Металургом», перейшов до полтавської «Ворскли», яку покинув у грудні 2015 року.
У серпні 2016 року став гравцем маріупольського «Іллічівця», але наприкінці листопада того ж року, після завершення терміну оренди, залишив команду.

## Виступи у збірних
Викликався до юнацьких збірних команд України різних вікових категорій. Дебютував у формі збірної 12 серпня 2004 року у грі збірної України U-15 проти болгарських однолітків. Остання гра — матч у складі юнацької збірної України U-19 проти італійської збірної. Усього за юнацькі збірні відіграв у 43 матчах, відзначився 8 забитими голами.